# Nyctemera leucospilata
Nyctemera leucospilata är en fjärilsart som beskrevs av Adalbert Seitz 1915. Nyctemera leucospilata ingår i släktet Nyctemera och familjen björnspinnare. Inga underarter finns listade i Catalogue of Life.